# Le Monastier-Pin-Moriès
Le Monastier-Pin-Moriès è un comune francese soppresso e frazione del dipartimento della Lozère nella regione dell'Occitania. Dal 1º gennaio 2016 si è fuso con il comune di Chirac per formare il nuovo comune di Bourgs-sur-Colagne.

## Società

### Evoluzione demografica
Abitanti censiti